# Pneumodermopsis macrochira
Pneumodermopsis macrochira är en snäckart som först beskrevs av Meisenheimer 1905.  Pneumodermopsis macrochira ingår i släktet Pneumodermopsis och familjen Pneumodermatidae. Inga underarter finns listade i Catalogue of Life.